# 아시아 태평양 경제 사회 위원회
유엔 아시아 태평양 경제 사회 위원회(United Nations Economic and Social Commission for Asia and the Pacific, UNESCAP or ESCAP)는 1947년 3월 유엔 경제 사회 이사회(ECOSOC) 결의에 의거, 아시아 극동 경제 위원회(UN Economic Commission for Asia and the Far East , ECAFE)로 발족하였으나, 1974년 3월 ECAFE 총회에서 ESCAP으로 개명하였다. ESCAP은 역내 제국의 경제재건과 발전을 위한 협력을 촉진하고, 경제적 기술적 문제를 조사하여 연구사업을 실시하거나 원조하고, 역내 경제문제에 관하여 유엔 경제 사회 이사회를 보좌할 목적으로 설립되었다. 현재 정회원국은 역내국가 49개국과 역외국으로 미국, 영국, 프랑스, 네덜란드 등 4개국을 포함하여 53개국이며, 9개국의 준회원국으로 구성되어 있다.

## 설립 연혁
- 1947년 3월 유엔경제사회이사회(ECOSOC) 결의 제37호에 의거, ECAFE(Economic Commission for Asia and the Far East)로 중국 상해에서 창립
- 1949년 방콕으로 이전
- 1974년 8월 ESCAP으로 명칭 변경 : 유엔경제사회이사회(ECOSOC) 결의 제1895(LVII)
  - 분야 확대 : 경제 → 경제 + 사회
  - 지역 확대 : 아시아·극동 → 아시아·태평양

## 회원국

### 정회원국
- 나우루,  네덜란드,  네팔,  뉴질랜드,  대한민국,  동티모르,  라오스,  러시아,  마셜 제도,  미크로네시아 연방,  말레이시아,  몰디브,  몽골,  미국,  미얀마,  바누아투,  방글라데시,  베트남,  부탄,  브루나이,  사모아,  솔로몬 제도,  스리랑카,  싱가포르,  아르메니아,  아제르바이잔,  아프가니스탄,  영국,  오스트레일리아,  우즈베키스탄,  이란,  인도,  인도네시아,  일본,  조선민주주의인민공화국,  조지아,  중화인민공화국,  카자흐스탄,  캄보디아,  키르기스스탄,  키리바시,  태국,  타지키스탄,  튀르키예,  통가,  투르크메니스탄,  투발루,  파키스탄,  파푸아뉴기니,  팔라우,  프랑스,  피지,  필리핀

### 준회원국
- 괌,  누벨칼레도니,  니우에,  마카오,  북마리아나 제도,  아메리칸사모아,  쿡 제도,  프랑스령 폴리네시아,  홍콩

## 목적(활동범위)
- 아·태 지역의 경제재건과 개발, 경제활동 수준 향상 및 지역 내 국가간 또는 지역 외 국가와의 경제적 관계 유지·강화
- 아·태 지역 내 경제적·기술적 문제와 개발에 관한 조사 실시 또는 후원
- 경제적·기술적·통계적 정보의 수집·평가·전파 실시 또는 후원
- 가용한 자원 범위 내에서 지역 국가들이 희망하는 자문기능 수행

## 같이 보기
- 유엔 체계
- 유엔 유럽 경제 위원회
- 유엔 라틴아메리카 카리브 경제 위원회
- 아시안 하이웨이